# Nortia fuscipes
Nortia fuscipes là một loài bọ cánh cứng trong họ Cerambycidae.